# Daïra de Darguina
La daïra de Darguina est une circonscription administrative algérienne située dans la wilaya de Béjaïa et la région de Kabylie. Son chef-lieu est situé sur la commune éponyme de Darguina.
La daïra regroupe les trois communes de Darguina, Aït-Smail et Taskriout.

## Géographie

### Localisation
| Aokas | Aokas, Souk El Ténine | Souk El Ténine |
| Sétif | daïra de Darguina     | Sétif          |
| Sétif | Kherrata              | Sétif          |